# Soromandrillus
Soromandrillus è un genere estinto di primati di grandi dimensioni imparentato con i moderni mandrilli, vissuto tra il Pliocene e il Pleistocene, in Sudafrica. Originariamente, l'unica specie attribuita al genere era considerata una specie di Dinopithecus (D. quadratirostris). I resti di questa scimmia indicano un animale di 30–35 kg di peso, dimensioni ragguardevoli sebbene non impressionanti come quelle di Dinopithecus o alcune specie di Theropithecus. Questo animale visse in Sudafrica negli stessi luoghi e tempo di Australopithecus.